# Футуріанці
Футуріанці були групою шанувальників наукової фантастики (НФ), багато з яких також стали визначними редакторами та письменниками. Футуріанці базувалися в Нью-Йорку і були головною силою в розвитку наукової фантастики та фандому наукової фантастики в 1937–1945 роках.

## Походження групи
Як описано в автобіографії Айзека Азімова 1979 року «Поки пам'ять ще зелена» (англ. «In Memory Yet Green»), футуріанці відокремилися від Клубу наукової фантастики Великого Нью-Йорка (очолюваного Семом Московіцем, пізніше впливовим редактором наукової фантастики та істориком) через ідеологічні розбіжності, причому футуріанці бажали взяти більш відверто марксистську політичну позицію. Інші джерела свідчать, що Дональд А. Воллгайм наполягав на більш лівому напрямку з метою спрямування фанатів до політичного ідеалу, чому Московіц чинив опір. У результаті Воллгайм відокремився від групи Великого Нью-Йорка та заснував Futurians у вересні 1938 року   Прихильники Московіца реорганізувалися в Клуб наукової фантастики Queens.

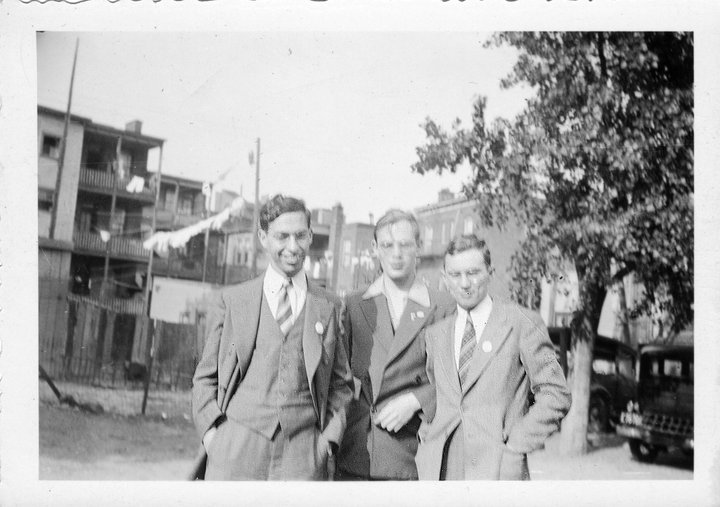
Дональд А. Воллгайм, Фредерік Пол і Джон Мішель у 1938 році

Фредерік Пол у своїй автобіографії «Яким було майбутнє» ((англ.)) сказав, що походження футуріанців лежить у Лізі наукової фантастики , заснованій Х’юґо Ґернсбеком у 1934 році, місцевий осередок якої в Нью-Йорку називався «Бруклінська ліга наукової фантастики» або BSFL на чолі з Ґ. Ґ. Кларком.
Воллгайм, Джон Мішель та  Роберт А. В. Лаундс також були членами BSFL. Разом з Полом ці четверо почали називати себе «Квадрумвіратом». Пол, коментуючи той час, сказав: «Ми вчотирьох пройшли маршем з Брукліна до моря, залишивши після себе широкий шрам згорілих клубів. Ми міняли клуби так, як Детройт змінює хвостові плавники, щороку мали новий, а минулорічний був сміттям.".
У той період було кілька назв клубів, перш ніж остаточно зупинитися на футуріанцях. У 1935 році виникла «Ліга наукової фантастики Східного Нью-Йорка» (ENYSFL), пізніше «Незалежна ліга наукової фантастики» (ILSF). У 1936 році виник Міжнародний космічний науковий клуб (ICSC), до якого також залучився Вілл Сікора. Поль потім каже, що «за міркуваннями «Космос» здавалося, що займає трохи більше території, ніж було виправдано, тому ми змінили його на Міжнародну наукову асоціацію (вона теж не була Міжнародною, але також не була науковою)». Тоді ISA було перейменовано в Нью-Йоркське відділення міжнародної наукової асоціації (NYB-ISA).
У 1937 році, після розбрату з Віллом Сікорою та іншими, «Квадрумвірат» заснував Футуріанців. Тоді Сікора разом із Семом Московіцем і Джеймсом В. Тауразі (англ. James V. Taurasi) заснував Лігу наукової фантастики Квінсу (англ. Queens Science Fiction League). Пізніше QSFL змінився на New Fandom . Пол сказав, що «Новий Фендом» і «Футуріанці» були «залежні від ворожнечі», що «Ніколи ЦРУ чи КДБ не боролися так відважно за душу новонародженої нації, як «Новий Фендом» і «Футуріанці» боролися за наукову фантастику».
Більшість членів групи також мали професійні амбіції в галузі наукової фантастики та суміжних галузей, і колективно були дуже ефективними в досягненні цієї мети, як свідчить список учасників. У якийсь момент на початку 1940-х приблизно половину всіх науково-фантастичних та фентезійних журналів у США редагували футуріанці: Фредерік Пол у філіалі «Популярні публікації» (англ. «Popular Publications») Fictioneers, Inc., ( ''«Дивовижні історії» (англ. «Astonishing Stories») та Super-Science Stories); Роберт Лаундс у «Columbia Publications», особливо в царині наукової фантастики та особливо творів про майбутнє (хоча протягом наступного десятиліття обов’язки Лаундса розширяться на інші типи художніх журналів у мережі), і Дональд Воллгайм у дуже маргінальному «Олбін Паблішинз з короткими «Космічними історіями» (англ. «Cosmic Stories») та «Зворушливими науковоми історіями» (англ. «Stirring Science Stories») з обмеженим бюджетом (незабаром Воллгайм перейшов до «Ейвон Букс» (англ. «Avon Books»)Леслі Перрі (уроджена Доріс «Дое» Баумгардт) також працювала над творами романтичної літератури для Альбін). Більшість із цих проєктів мали невеликі редакційні бюджети та частково, а іноді й повністю покладалися на внески інших футуріанців.

## Політичні погляди
Під час формування футуріанців Дональд Воллгайм сильно захоплювався комунізмом і вважав, що послідовники наукової фантастики «повинні активно працювати над реалізацією наукового світу-держави як єдиного справжнього виправдання своєї діяльності та існування». Саме з цією метою Воллгайм створив футуріанців, і багато хто з його членів певною мірою цікавилися політичним застосуванням наукової фантастики. Члени футуріанців, у тому числі Воллгайм, Мішель, Лаундс і Коен, ненадовго зацікавилися Технократією, утопічним рухом під проводом Говарда Скотта Howard Scott, і відвідали навчальний курс, хоча пізніше вони назвали Скотта «ненормальним».
Таким чином, група включала прихильників троцкізму, таких як Джудіт Мерріл та інші, яких вважали б крайніми лівими на той час ( Фредерик Пол став членом Комуністичної партії в 1936 році, але вийшов з неї в 1939 році).
Поль у своїй автобіографії «Яким було майбутнє» (англ. «The Way the Future Was») зазначав, що Воллгайм голосував за кандидата в президенти від Республіканської партії Альфреда Лендона в 1936 році.

## Члени
- Айзек Азімов (англ. Isaac Asimov)
- Мері Баєрс (англ. Cyril Kornbluth) (вона ж Мері Корнблас (англ. Mary Kornbluth) )
- Еліз Балтер (англ. Elise Balter) (також відома як Елсі Воллгайм (англ. Elsie Wollheim)
- Джеймс Бліш (англ. James Blish)
- Ганнес Бок (англ. Hannes Bok)
- Деніел Берфорд (англ. Daniel Burford)
- Річард Вілсон[en] (англ. Richard Wilson)
- Дональд А. Воллгайм (англ. Donald A. Wollheim)
- Гаррі Доквайлер[en] (англ. Harry Dockweiler) (він же Дірк Вайлі (англ. Dirk Wylie))
- Джек Ґіллеспі (англ. Jack Gillespie)
- Вірджинія Кідд[en] (англ. Virginia Kidd)
- Честер Коен (англ. Chester Cohen)
- Розалінда Коен (англ. Rosalind Cohen) (згодом місіс Вайлі (англ. Wylie)) )
- Сиріл М. Корнблас (англ. Cyril Kornbluth)
- Вальтер Кубілюс[en] (англ. Walter Kubilius)
- Дейвід Кайл[en] (англ. David Kyle)
- Роберт А. В. Лаундс[en] (англ. Robert A. W. Lowndes)
- Герман Левентман (англ. Herman Leventman)
- Джудіт Мерріл (англ. Judith Merril)
- Джон Мішель[en] (англ. John Michel)
- Деймон Найт (англ. Damon Knight)
- Леслі Перрі[en] (англ. Leslie Perri), псевдонім Доріс «Дое» Баумґардт (англ. Doris "Doë" Baumgardt)
- Фредерик Пол (англ. Frederik Pohl)
- Джек Рубінсон (англ. Jack Rubinson)
- Артур В. Саха[en] (англ. Arthur W. Saha)
- Ларрі Т. Шоу [en] (англ. Larry T. Shaw)

## Дивись також
- 1-й Всесвітній конвент наукової фантастики